# Relações entre República Tcheca e Vietnã
As relações entre a República Tcheca e o Vietnã referem-se às relações diplomáticas entre os dois países.

## História
As relações exteriores entre a Tchecoslováquia e o Vietnã foram estabelecidas em 2 de fevereiro de 1950.

## Migração

### Comunidade vietnamita na República Tcheca
Em 2018, havia 61.097 cidadãos vietnamitas com uma autorização de residência na República Tcheca, o que os torna um dos maiores grupos de imigrantes no país e o maior grupo não europeu.

### Comunidade tcheca no Vietnã
O Vietnã não informa o número de estrangeiros por país no Censo de 2019 (mostra apenas 3.553 estrangeiros no total). Em 2011, o Comitê de Relações Exteriores do Parlamento Tcheco citou que "a comunidade tcheca no Vietnã ainda não existe".
Em setembro de 2021, a vacinação contra a COVID-19 dos cidadãos tchecos que vivem no Vietnã, organizada pela Embaixada da República Tcheca em Hanói, contou com a participação de "quase 400" pessoas.

## Comércio e economia
Na década de 2010, a República Tcheca e o Vietnã se consideravam mercados estratégicos com o objetivo de atingir US$ 1 bilhão em comércio bilateral. A partir de 2015, as importações tchecas do Vietnã incluíam frutos do mar e produtos como café, chá e pimenta. As importações vietnamitas da República Tcheca eram bens industriais, engenharia de precisão, equipamentos petroquímicos e energia.
Uma das empresas tchecas bem-sucedidas no Vietnã é a Home Credit.

## Missões diplomáticas
- A República Tcheca tem uma embaixada em Hanói. Também possui um consulado honorário na Cidade de Ho Chi Minh.
- O Vietnã tem uma embaixada em Praga.